# Adrian Działakiewicz
Adrian Działakiewicz (ur. 23 lutego 1988 w Opocznie) – polski kolarz górski i przełajowy, brązowy medalista mistrzostw świata MTB.

## Kariera
Pierwszy sukces w karierze Adrian Działakiewicz osiągnął w 2006 roku, kiedy reprezentacja Polski w składzie: Marcin Karczyński, Adrian Działakiewicz, Maja Włoszczowska i Kryspin Pyrgies zdobyła brązowy medal w sztafecie cross-country podczas mistrzostw świata MTB w Rotorua. Ponadto w latach 2005 i 2006 był mistrzem Polski w cross-country kategorii juniorów, a w 2005 roku zdobył dodatkowo brązowy medal mistrzostw kraju w sztafecie. Startował także w kolarstwie przełajowym, zostając między innymi wicemistrzem Polski w 2003 roku. Nigdy nie wystąpił na igrzyskach olimpijskich.